# Síntesi química
La síntesi química és el procés d'obtenir compostos químics a partir de substàncies més simples.
La paraula «síntesi» en el sentit actual de la paraula va ser introduïda pel químic Adolph Wilhelm Hermann Kolbe.
La síntesi química és la creació de nous compostos químics a partir de materials de partida disponibles mitjançant una sèrie de reaccions químiques controlades. Aquest camp d'estudi ha estat un motor darrere de molts avenços científics i tecnològics, permetent el descobriment de nous materials, productes farmacèutics i solucions d'emmagatzematge d'energia.
El descobriment de nous compostos químics sovint sorgeix de l'exploració de rutes sintètiques poc convencionals o de l'aprofitament de recursos poc utilitzats, com el metabolisme secundari microbià. Mentre que la química sintètica pot generar ràpidament molts compostos, els productes naturals d'organismes vius solen mostrar una major diversitat estructural i activitat biològica. Els avenços en metagenòmica i tècniques de cultiu han obert noves vies cap als «microorganismes ocults» que contenen una gran quantitat d'estructures químiques per descobrir, ampliant els horitzons de la síntesi química.
Els fonaments de la síntesi química es poden rastrejar fins a descobriments clau que van ampliar la nostra comprensió de l'estructura molecular i la reactivitat. El treball seminal en química orgànica, catàlisi i anàlisi retrosintètica ha permès als químics dissenyar vies sintètiques i enginyar racionalment nous compostos amb precisió. Per exemple, els coneixements sobre els mecanismes de les policètides sintetases iteratives, descrits en el context de la biosíntesi de l'aflatoxina, han facilitat la reenginyeria racional d'aquests complexos sistemes enzimàtics per produir productes no naturals.

## Objectius
Els objectius principals de la síntesi química a més de produir noves substàncies químiques són el desenvolupament de mètodes més econòmics i eficients per a sintetitzar substàncies naturals ja conegudes com pot ser l'àcid acetil salicílic (present en les fulles del salze) o l'àcid ascòrbic o vitamina C que ja es troba de manera natural en molts vegetals.
També la síntesi química permet d'obtenir productes que no existeixen de manera natural com l'acer, els plàstics o els adhesius.

## Procediment
La síntesi química comença seleccionant els compostos químics que es coneixen com a reactius. Diversos tipus de reaccions químiques es poden aplicar per sintetitzar un producte final o un producte intermedi i pot ser que calgui una sèrie de passos abans d'aïllar els productes. El rendiment és la quantitat de producte obtingut i s'expressa en grams o en percentatge de la quantitat teòrica que s'hauria d'haver produït. Hi pot haver reaccions indesitjades que disminueixen els rendiments.

## Importància
Hi ha actualment catalogats uns onze milions de productes químics de síntesi i es calcula que cada dia se n'obtenen uns 2000 més.
El progrés científic ha permès un gran desenvolupament de les tècniques de síntesi química, en un principi s'obtenien aquests productes de manera casual i actualment es poden fer servir simulacions d'ordinador abans d'experimentar en laboratori.

## Síntesi orgànica
La síntesi orgànica és una branca de la síntesi química que s'ocupa de la síntesi de compostos orgànics. La síntesi orgànica és el procés de construir molècules orgàniques a través de reaccions químiques. És una àrea clau d'estudi en la química orgànica, que implica la transformació de materials de partida simples en estructures més complexes. La síntesi orgànica s'utilitza àmpliament per crear productes farmacèutics, agroquímics i polímers, així com per investigar l'estructura i la reactivitat dels compostos orgànics. El camp inclou tant la síntesi total, que és la construcció completa d'una molècula complexa a partir de precursors bàsics, com la semisíntesi, que modifica productes naturals existents. La síntesi orgànica sovint implica tècniques com les transformacions de grups funcionals, la formació d'enllaços i el control de l'estereoquímica, utilitzant diversos reactius i catalitzadors per aconseguir resultats químics específics.
El camp de la síntesi orgànica ha evolucionat significativament, inspirant-se en la rica diversitat dels productes naturals. Durant gairebé dos segles, la síntesi de productes naturals ha estat un motor impulsor en el desenvolupament de la química orgànica. A mesura que les estructures objectiu s'han tornat cada cop més complexes, els objectius i els estàndards de la síntesi de productes naturals també han canviat amb el temps.

## Síntesi inorgània
La síntesi inorgànica i la síntesi organometàl·lica s'apliquen a la preparació de compostos amb un contingut no orgànic important. Un exemple il·lustratiu és la preparació del fàrmac anticancerígen cisplatí a partir de tetracloroplatinat de potassi.

Síntesi del cisplatí